# 卡坦扎罗主教座堂
卡坦扎罗圣母升天主教座堂（Cattedrale di Santa Maria Assunta）是天主教卡坦扎罗-斯奎拉切总教区的主教座堂，位于卡拉布里亚大区卡坦扎罗。
该堂曾毁于1943年轰炸，战后重建。教宗若望保禄二世于1984年来此参观。